# بیمه و نقش آن در تاریخ خسارات
بیمه و نقش آن در تاریخ خسارات کتابی از علی‌اصغر هدایتی است که در سال ۱۳۳۵ منتشر و برندهٔ جایزه کتاب سال سلطنتی شد.